# Expansiepijp
Een expansiepijp is een uitlaat speciaal voor tweetaktmotoren. Eigenlijk is dit een resonantie uitlaat, virtuele uitlaatklep.
Dit is een uitvinding van MZ-constructeur Dr. Walter Kaaden. De pijp loopt van een voorconus via een cilindrisch gedeelte naar een tegenconus en een eindpijp of tailpipe, waardoor er een drukgolf ontstaat die voor extra tegendruk in de cilinder zorgt.
Bij een tweetaktmotor is tegendruk onontbeerlijk. De juiste maten van de expansiepijp zorgen voor een flinke vermogenstoename. Deze toename wordt veroorzaakt doordat, bij de juiste maten voor één bepaald toerental (de powerband), de drukgolf precies de juiste timing heeft om vers aangezogen mengsel dat gedeeltelijk al in de uitlaat is beland, terug te dringen de cilinder in. Dit veroorzaakt een groter verbrandings volume en volledigere verbranding.
Een perfect afgestelde tweetaktmotor verbruikt minder benzine dan een viertaktmotor en is veel lichter. Nadelen zijn kleinere koppelband breedte en betrouwbaarheid. Toerentallen tot 18.000 (hertz) waren bij kleinere (t/m 50cc) motoren geen uitzondering waardoor deze op het gehoor konden worden ingesteld (getuned).